# Meaghan Jette Martin

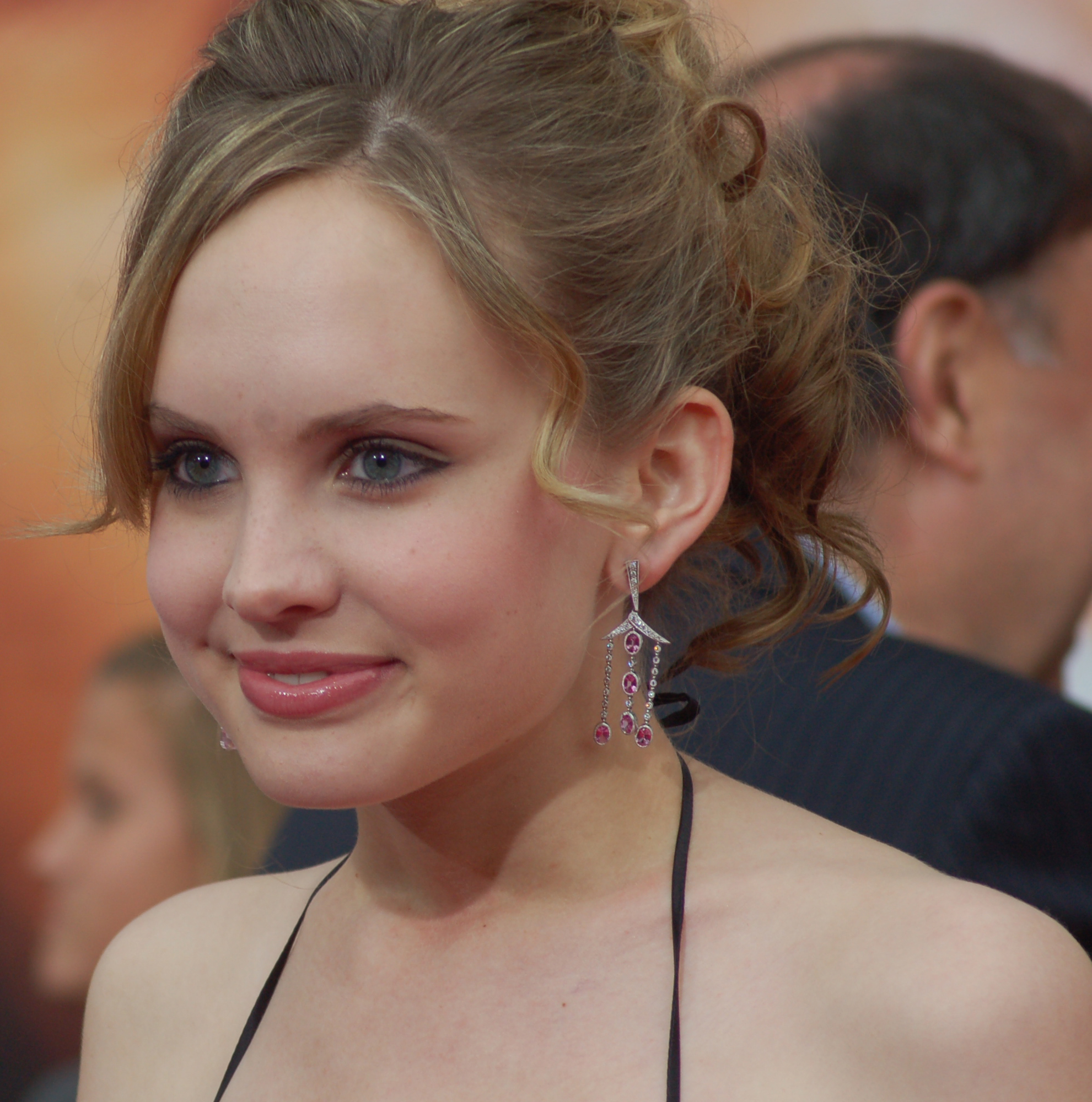
Meaghan Jette Martin (2009)

Meaghan Jette Martin (* 17. Februar 1992 in Las Vegas, Nevada) ist eine US-amerikanische Schauspielerin und Sängerin.

## Leben
Martin trat im Alter von fünf Jahren in einer Modeshow auf. Sie debütierte in einer Folge der Fernsehserie Just Jordan aus dem Jahr 2007. Nach weiteren Gastauftritten in Fernsehserien moderierte sie im Jahr 2008 einige Folgen der Fernsehshow The Disney Channel Games. In der Musikkomödie Camp Rock (2008) spielte sie die Rolle von Tess Tyler, einer gegen Mitchie Torres (Demi Lovato) intrigierenden Tochter einer bekannten Sängerin. Außerdem trat sie 2008 in einem Musikvideo der Jonas Brothers auf. Von 2009 bis 2010 spielte sie die Bianca in der Fernsehserie 10 Things I Hate About You. 2011 verkörperte sie in Girls Club 2 (Mean Girls 2) die Jo.

## Filmografie (Auswahl)
Filme und Serien
- 2007: Just Jordan (Fernsehserie, Episode 1x04)
- 2007: Close to Home (Fernsehserie, Episode 2x21)
- 2007: Hotel Zack & Cody (The Suite Life of Zack & Cody, Fernsehserie, Episode 3x07)
- 2008: Camp Rock (Fernsehfilm)
- 2008: Disney Channel Games
- 2009: Dr. House (House, Fernsehserie, Episode 5x11)
- 2009–2010: 10 Dinge, die ich an dir hasse (10 Things I Hate About You, Fernsehserie, 20 Episoden)
- 2010: Camp Rock 2: The Final Jam (Fernsehfilm)
- 2011: Girls Club 2 – Vorsicht bissig! (Mean Girls 2, Fernsehfilm)
- 2011: Wendy (Webserie, 10 Episoden)
- 2011: Sironia
- 2011–2015: Awkward – Mein sogenanntes Leben (Awkward., Fernsehserie, 12 Episoden)
- 2013: Geography Club
- 2013: The Good Mother (Fernsehfilm)
- 2014: Melissa & Joey (Fernsehserie, 2 Episoden)
- 2014: Senior Project
- 2014: Time Does Not Pass (Kurzfilm)
- 2015: Safelight
- 2015: Jessie (Episode 4x11)

Videospiele
- 2007: Kingdom Hearts Re: Chain of Memories (Stimme von Naminé)
- 2009: Kingdom Hearts 358/2 Days (Stimme von Naminé)
- 2010: Kingdom Hearts Birth by Sleep (Stimme von Naminé)
- 2010: Kingdom Hearts Re: coded (Stimme von Naminé)
- 2015: Until Dawn (Rolle der Jessica)
- 2024: Wuthering Waves (Stimme von Camellya)

## Diskografie
- 2008: Too Cool
- 2009: When You Wish Upon A Star
- 2010: Walkin’ In My Shoes (mit Matthew Finley)
- 2010: Tear it down (mit Matthew Finley)